# Jovica Elezović
Jovica Elezović (serbisch-kyrillisch Јовица Елезовић; * 2. März 1956 in Vrbas, Volksrepublik Serbien, FVR Jugoslawien) ist ein ehemaliger jugoslawischer Handballspieler und serbischer Handballtrainer.

## Karriere

### Verein
Jovica Elezović lernte das Handballspielen in seiner Heimatstadt beim RK Vrbas. Über den RK Crvenka kam der 1,94 m große linke Rückraumspieler 1977 zum RK Borac Banja Luka, mit dem er 1979 den jugoslawischen Pokal und 1981 die jugoslawische Meisterschaft gewann. In der Saison 1984/85 spielte er für RK Proleter Zrenjanin. In Deutschland stand er bei den Bundesligisten Reinickendorfer Füchse (183 Tore), TuS Hofweier und TUSEM Essen unter Vertrag. Seine Spielerlaufbahn beendete er 1991 beim spanischen Verein CD Cajamadrid.

### Nationalmannschaft
Mit der jugoslawischen Nationalmannschaft gewann Elezović bei der Weltmeisterschaft 1982 die Silbermedaille, bei den Mittelmeerspielen 1983 die Goldmedaille, bei den Olympischen Spielen 1984 in Los Angeles die Goldmedaille und bei der Weltmeisterschaft 1986 erneut Gold.

### Trainer
Als Trainer kehrte Elezović zunächst zum RK Vrbas zurück. Mit dem RK Partizan Belgrad wurde er 1993, 1994 und 1995 Meister sowie 1993 und 1994 Pokalsieger der Bundesrepublik Jugoslawien. Bei der Weltmeisterschaft 1997 führte er Jugoslawien auf den neunten Platz. 1999 gewann er mit Partizan erneut die Meisterschaft. 2006 übernahm er kurzzeitig die Serbische Männer-Handballnationalmannschaft.

## Privates
Sein Sohn Uroš Elezović wurde 2013 zu Serbiens Handballer des Jahres gewählt.